# Подгайчики (Ивано-Франковская область)
Подга́йчики (укр. Підгайчики) — село в Коломыйском районе Ивано-Франковской области Украины. Административный центр Подгайчиковской сельской общины.
Население по переписи 2001 года составляло 2657 человек. Занимает площадь 21,54 км². Почтовый индекс — 78256. Телефонный код — 03433.